# Chuj
El chuj és una de les llengües maies parlat per la població dels chujs que habita en l'altiplà occidental de Guatemala i en una zona veïna de l'estat mexicà de Chiapas. El chuj forma part de la branca occidental de la família maia juntament amb el q'anjob'al, jakaltek, akatek, tojolabal i mocho'. Va formar la seva pròpia branca lingüística (el chujean) fa aproximadament 21 segles.

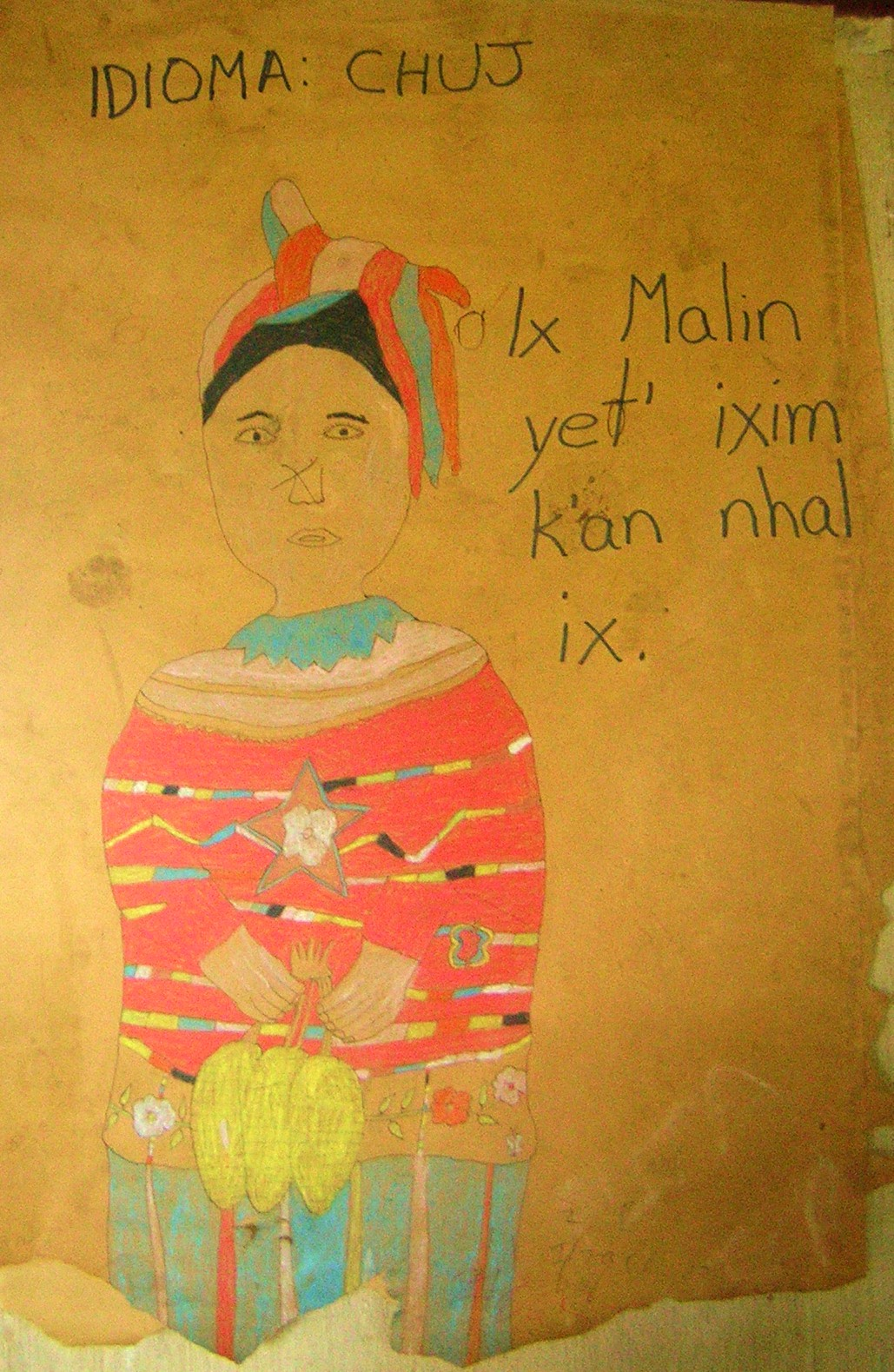
Text en chuj

La comunitat lingüística de l'idioma chuj té uns 50.000 parlants, concentrats sobretot en tres municipis del departament de Huehuetenango l'oest de Guatemala: San Mateo Ixtatán, San Sebastián Coatán i Nentón. Algunes comunitats als municipis de Barillas i Ixcán també parlen chuj. Arran de la guerra civil a Guatemala (1960-1996) milers de refugiats migraren cap al territori de Chiapas, on en l'actualitat viuen aproximadament 10.000 persones refugiades endemés de 2.500 originaris de la regió.

## Alfabet i ortografia

### Alfabet chuj
a, b', ch, ch', e, h, i, j, k, k', l, m, n, nh, o, p, r, s, t, t', tz, tz', u, v, w (b), x, y, ' (salt)

### Exemples del vocabulari chuj a San Mateo Ixtatán
- pat = casa
- ix = dona
- winak = home
- unin = nen
- wa'il = truita
- ixim = blat de moro
- tut = fesols
- pajich = tomàquet
- k'u = sol
- nhab' = pluja
- ik' = vent o aire
- asun = núvol

### Exemples del vocabulari chuj de San Sebastián Coatán
- chakchak = vermell
- b'ak = os
- onh = alvocat
- lu'um = terra
- ha' = aigua
- te' = arbre
- nunb'il = mama
- mamb'il = papa
- nholob' = ou
- nha = casa
- k'anal = estrella
- uj = lluna/mes

### Números d'1 a 10
San Mateo Ixtatán / San Sebastián Coatán
1. Jun / Jun[8]
2. Chab' / Cha'ab'/chab'
3. Oxe' / Oxe'
4. Chanhe' / Chanhe'
5. Hoye' / Ho'e'
6. Wake' (es pronuncia " bake' ") / Wake'
7. Huke' / Huke'
8. Wajxake' (es pronuncia " bajxake' ") / Wajxke'
9. B'alunhe' / B'alnhe'
10. Lajunhe' / Lajnhe'